# Snip
Snip (Trichophorum alpinum) är en växtart i familjen halvgräs. Den kallas också fjälldun eller ullsäv. Den blir 10-30 cm hög och blommar i maj till juni. Arten är ganska vanlig på våt torv eller sandig mark.